# Museum Kunst der Verlorenen Generation
Das Museum Kunst der Verlorenen Generation in Salzburg zeigt ausschließlich Werke der von den Nationalsozialisten verfemten, verfolgten, teils ermordeten und später mehrheitlich in Vergessenheit geratenen Malerinnen und Maler und erforscht und veröffentlicht deren Lebenswege. Das Museum wurde im Jahr 2017 durch den Mediziner, Hochschullehrer und Sammler Heinz R. Böhme (* 1932) gegründet und am 19. Oktober des gleichen Jahres eröffnet.

## Geschichte und Beschreibung
Die Entstehung des Museum Kunst der Verlorenen Generation ist eng mit der Lebensgeschichte seines Gründers verbunden. Böhme, von jüdischer Mutter abstammend, hatte als Jugendlicher unter dem nationalsozialistischen Regime selbst Ausgrenzung, Verfolgung und Deportation von Familienangehörigen erlebt und einen Teil seiner Familie im Holocaust verloren.

### Ursprung in der Sammlung Böhme
Die Sammlungstätigkeit von Böhme begann, als er im Jahr 1984 den zu dieser Zeit ganz unbekannten Maler Ludwig Jonas (* 1887 in Bromberg; † 1942 in Jerusalem) für sich entdeckte, zunächst Mediziner wie er selbst, der sich zum Künstler wandelte. Die Befassung mit dem Schicksal Jonas’, der 1933 vor den Nationalsozialisten zunächst nach Frankreich geflohen und 1935 nach Palästina emigriert war, führte ihn auf die Spur der „Verlorenen Generation“.
Berührt von den Schicksalen der Malerinnen und Maler der „Verlorenen Generation“ und etwa zeitgleich mit der Entdeckung und Beschreibung dieser Künstlergeneration durch die zeitgenössische Kunstgeschichte in den 1980er Jahren als „Verschollene Generation“ baute Böhme bis zum Gründungsjahr des Museums 2017 eine Sammlung von rund 300 Werken auf.

### „Verlorene“, „Vergessene“ oder „Verschollene Generation“
Die bildenden Künstler und Künstlerinnen der „Verlorenen Generation“ wurden um die Jahrhundertwende im damaligen Deutschen Kaiserreich, in der Österreichisch-Ungarischen Monarchie oder in den östlich angrenzenden Gebieten zum Russischen Kaiserreich geboren. Sie wurden durch das nationalsozialistische Regime aus politischen, rassistischen, künstlerischen und religiösen Gründen in ihrer künstlerischen Tätigkeit massiv eingeschränkt, als „entartet“ verfemt und teils gezielt verfolgt, ins Exil getrieben oder gar ermordet. Ihre Bilder wurden im Zuge der Femeausstellung „Entartete Kunst“ ab dem Jahr 1937 aus öffentlichen Sammlungen und Museen entfernt, verhöhnt, zerstört oder mit etwas Glück versteckt. Viele dieser Künstler sind in der Folge einem breiteren Publikum unbekannt geblieben, auch lange nach der Befreiung Deutschlands vom Nationalsozialismus. Kaum einer oder einem von ihnen gelang es, nach dem Krieg die ihrem Können und ihrer Kunst gebührende Aufmerksamkeit und Anerkennung zu finden. Manche sind an der Verfemung und Verfolgung seelisch zerbrochen.

### Gründung „Museum Kunst der Verlorenen Generation“
Um seine Sammlung der Öffentlichkeit zugänglich zu machen, und in der Absicht, den Malern und Malerinnen der „Verlorenen Generation“ zu später Anerkennung und Würdigung zu verhelfen, gründete Böhme im Jahr 2016 den gemeinnützigen Verein und im Folgejahr 2017 das Museum Kunst der Verlorenen Generation in Salzburg. Dort ist es in dem um das Jahr 1300 erbauten „Steinhauserhaus“, einem der ältesten Stadthäuser der Altstadt, in dem auch Mozarts Schwester „Nannerl“ lebte, untergebracht. Im Jahr 2020 wurde der Verein in eine gemeinnützige Stiftung nach österreichischem Recht überführt, um den dauerhaften Bestand des Museums zu sichern. Seither ist die Sammlung des Museums auf über 700 Gemälde und einige Zeichnungen, Druckgrafiken und Skulpturen angewachsen.
Während das Museum in den ersten Jahren seines Bestehens in wechselnder Hängung einen repräsentativen Querschnitt durch das Schaffen der „Verlorenen Generation“ darbot, hat sich das Ausstellungskonzept mit der Gründung der Stiftung weiterentwickelt.

### Ausstellungskonzept
Seit dem Sommer 2021 werden die Besucher in der einen Hälfte der Räumlichkeiten mit einer repräsentativen Auswahl von Werken der „Verlorenen Generation“ weiterhin in die Besonderheiten dieser Künstlergeneration eingeführt. Die Verfemung von deren Kunst als „entartet“, Verfolgungsschicksale oder Kunstschaffen im Exil oder in innerer Emigration finden dabei besondere Beachtung. Wie schon vorher wird diese Sammlungsschau mit wechselnden Gemälden aus der Sammlung bestückt.

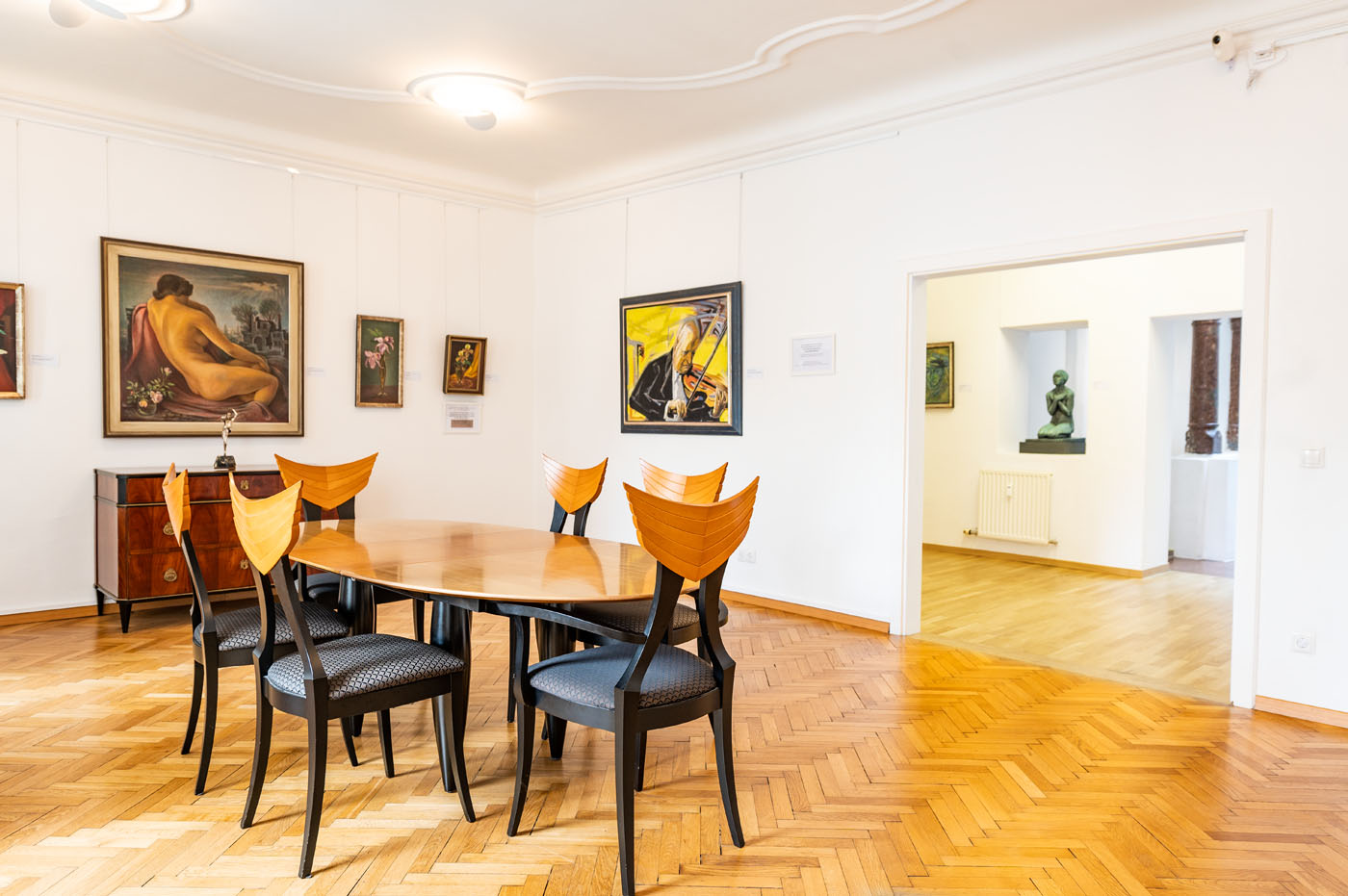
Blick in den Salon des Museums

In der anderen Hälfte der Räumlichkeiten präsentiert das Museum seither thematische Sonderausstellungen, um den Blick der Gäste auf besondere Aspekte der Kunst und des Schicksals der „Verlorenen Generation“ zu lenken und die Öffentlichkeit an der Forschung seiner Mitarbeiterinnen und Mitarbeiter zur „Verlorenen Generation“ teilhaben zu lassen.
Die Ausstellungsfläche in dem historischen Gebäude erlaubt eine Hängung von jeweils rund 80 Werken aus der Sammlung des Museums.

### Schwerpunkt auf der Erforschung der Lebensläufe
Neben der Ausstellung jahrzehntelang vergessener, unbekannt gebliebener und teils verschollener Werke liegt ein Schwerpunkt der Museumsarbeit auf der Erforschung der Lebensläufe der Maler und Malerinnen der „Verlorenen Generation“. Dies entspricht dem ausdrücklichen Wunsch des Stifters und Gründers, nicht nur deren Werk, sondern auch sie selbst als Menschen der Vergessenheit zu entreißen. Auf diese Weise ist ein guter Teil der Zeit des Stifters und der Mitarbeiterinnen des Museums der Suche nach noch unentdeckten unter den Nationalsozialisten verfemten Malerinnen und Malern und dem Ankauf, der Restaurierung, Dokumentation und Ausstellung von deren Bildern gewidmet.

## Ausstellungen
| Art                   | Titel                                                                       | von              | bis                |
| --------------------- | --------------------------------------------------------------------------- | ---------------- | ------------------ |
| Eröffnungsausstellung | Wir haben uns lange nicht gesehen Die Sammlung Böhme                        | 19. Oktober 2017 | 3. März 2019       |
| Sammlungsschau        | Wir haben Euch nicht vergessen Neues aus der Sammlung Böhme                 | 10. Oktober 2019 | 30. Juni 2020      |
| Sammlungsschau        | Zur falschen Zeit am falschen Ort Neues aus der Sammlung Böhme              | 30. Juni 2020    | 15. Juni 2021      |
| Sammlungsschau        | Mit Pinsel und Farbe gegen die Zeit Neues aus der Sammlung Böhme            | 15. Juli 2021    | 16. April 2022     |
| Themenausstellung     | Apropos Frauen! Schicksale aus der Sammlung Böhme                           | 15. Juli 2021    | 16. April 2022     |
| Themenausstellung     | Wir sehen uns in Paris! Schicksale aus der Sammlung Böhme                   | 19. Mai 2022     | 15. April 2023     |
| Sammlungsschau        | Verboten schön! Neues aus der Sammlung Böhme                                | 19. Mai 2022     | 15. April 2023     |
| Themenausstellung     | Beyond Beckmann – erster Teil Von der Meisterklasse bis zur Sammlung Böhme  | 12. Mai 2023     | 4. Mai 2024        |
| Themenausstellung     | Beyond Beckmann – zweiter Teil Von der Meisterklasse bis zur Sammlung Böhme | 10. Mai 2024     | 28. September 2024 |
| Themenausstellung     | Reflected Kunst als Spiegel der Gesellschaft                                | 18. Oktober 2024 | 28. September 2025 |